# Diego Costa
Pour les articles homonymes, voir Costa.
Ne pas confondre avec le footballeur portugais Diogo Costa.
Diego da Silva Costa, né le 7 octobre 1988 à Lagarto dans l'État du Sergipe au Brésil, est un footballeur hispano-brésilien, d'abord international brésilien puis international espagnol qui évolue au poste d'avant-centre au Grêmio Porto Alegre.
Figure emblématique de l’Atlético de Madrid sous l’ère Simeone, il remporte avec ce club, le championnat d'Espagne en 2014 et 2021, la Ligue Europa en 2018, la Supercoupe de l'UEFA en 2010, 2012 et 2018 et atteint la finale de la Ligue des champions de l'UEFA en 2014.
En 2014, il rejoint Chelsea avec lequel il remporte la Premier League en 2015 et 2017 et la Coupe de la Ligue anglaise en 2015.
Diego Costa est un avant-centre complet, bien que peu présent à la création du jeu. C’est également un joueur puissant, robuste et solide sur ses appuis, capable de se retourner très rapidement, et qui, dos au mur, parvient à marquer des buts très compliqués. Apportant son mordant, de la vitesse et de la technique, Costa est un joueur au profil rare, bien que souvent peu apprécié car trop agressif sur un terrain.

## Biographie

### Débuts professionnels

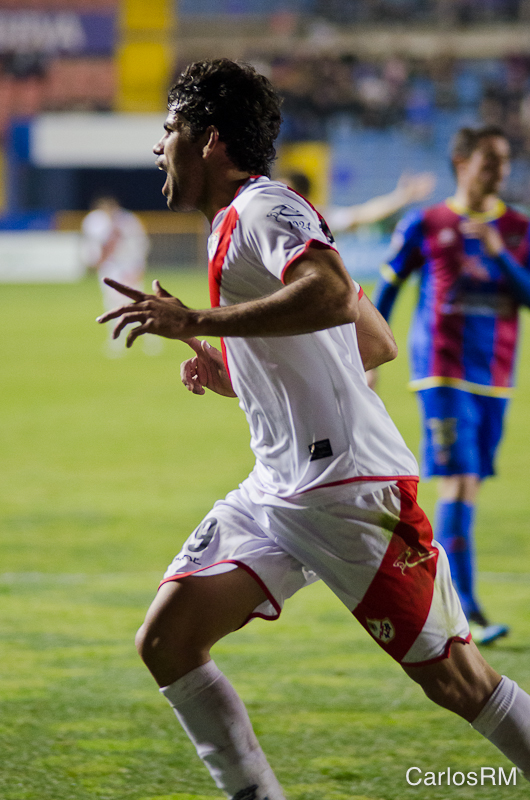
Diego Costa sous les couleurs du Rayo Vallecano.

Diego Costa signe son premier contrat professionnel avec le club portugais du Sporting de Braga en 2006. Il joue avec l'équipe réserve. Il est ensuite prêté au FC Penafiel en D2 portugaise. Après avoir été recruté en 2007 par l'Atlético de Madrid, il est prêté au Sporting de Braga (D1 portugaise).
Pour la saison 2007-2008, Diego Costa est prêté au Celta de Vigo (D2 espagnole). La saison suivante, il est prêté à l'Albacete Balompié (D2 espagnole).
Lors de la saison 2009-2010, il est prêté au Real Valladolid (D1 espagnole) dans le cadre du transfert de Sergio Asenjo à l'Atlético.

### Affirmation à l'Atlético de Madrid (2010-2014)

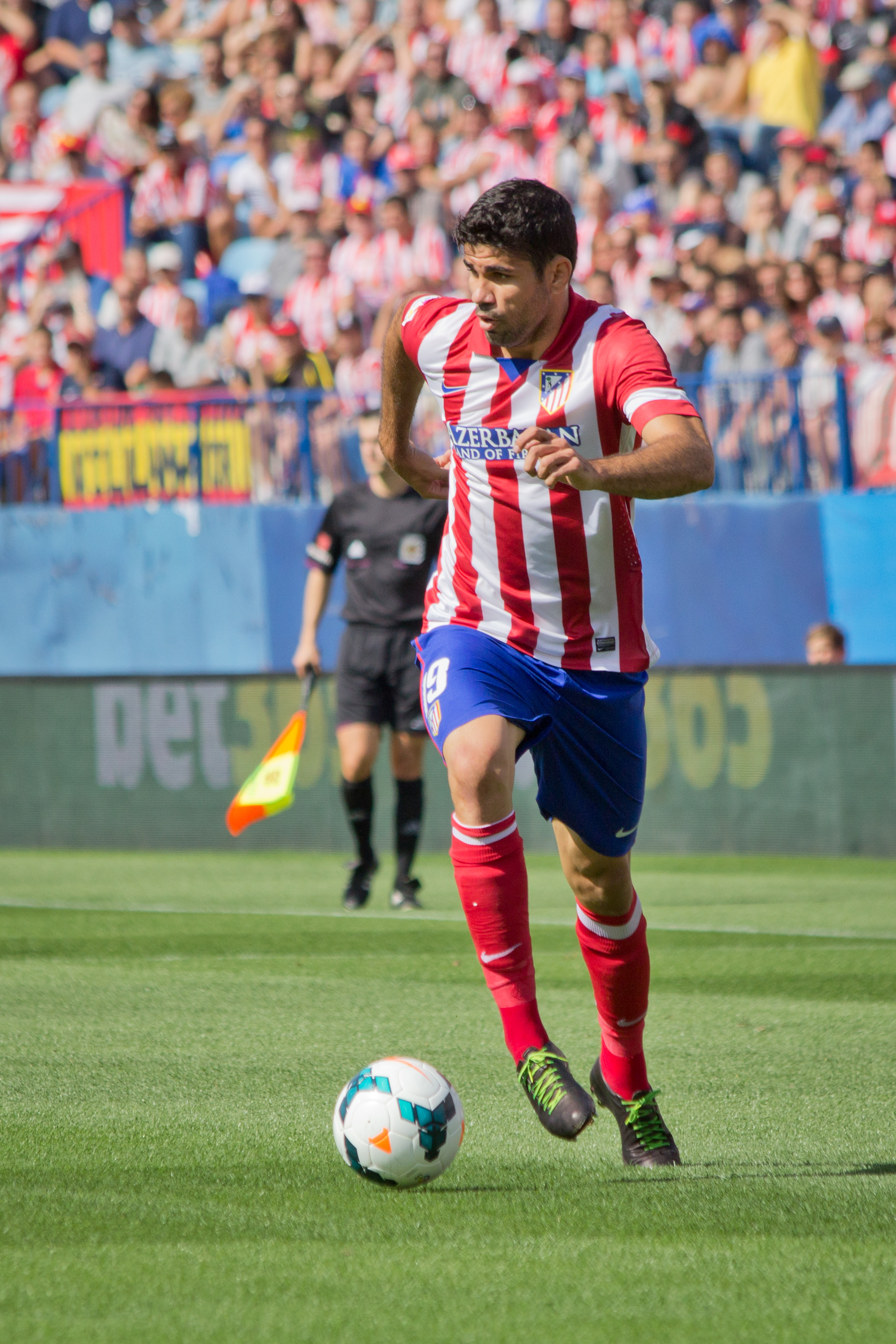
Diego Costa sous les couleurs de l'Atlético de Madrid.

Diego Costa joue la saison 2010-2011 avec l'Atlético de Madrid. Les attaquants titulaires sont Sergio Agüero et Diego Forlán, Diego Costa est remplaçant. En fin de saison il devient titulaire à la place de Diego Forlán qui s'est disputé avec l'entraîneur Quique Sánchez Flores. Diego Costa joue son meilleur match de la saison sur le terrain d'Osasuna en inscrivant trois buts qui donnent la victoire à l'Atlético.
À la suite d'une grave blessure au genou droit en juillet 2011, Diego Costa est indisponible pendant six mois. Il est prêté au Rayo Vallecano en janvier 2012 et il revient sur les terrains de jeu le 5 février 2012 contre le Real Saragosse en inscrivant un but. Avec le Rayo Vallecano il marque 10 buts en 16 matchs et contribue au maintien du club en D1.
Pour la saison 2012-2013, il retourne à l'Atlético de Madrid avec qui il remporte la Supercoupe de l'UEFA 2012 contre Chelsea FC (4-1).
Il est remplaçant de Radamel Falcao et Adrián lors des premiers matchs, mais il devient vite titulaire. Ses performances en Coupe d'Espagne sont particulièrement remarquables. Le 17 mai 2013, l'Atlético de Madrid joue la finale de la Coupe contre le Real Madrid au stade Santiago Bernabéu. Diego Costa parvient à marquer le but de l'égalisation. Lors des prolongations, l'Atlético marque et remporte le trophée. Diego Costa est le meilleur buteur de cette édition de la Coupe d'Espagne avec 8 buts en autant de matchs.
Diego Costa commence la saison 2013-2014 sur les chapeaux de roue : après 17 journées de championnat, il est en tête du classement des buteurs avec 19 buts marqués devant des joueurs tels que Lionel Messi ou Cristiano Ronaldo. Diego Costa termine l'année 2013 en tête du classement du Soulier d'or européen.
Le 24 mai 2014, il est titularisé pour jouer la finale de la Ligue des champions avec l'Atlético de Madrid contre le Real Madrid, mais il sort dès la neuvième minute pour cause de blessure aux ischio-jambiers, le Real Madrid remporte le match 4 buts à 1 à l'issue de la prolongation,.

### Chelsea (2014-2017)
Après avoir terminé sa visite médicale en juin, Chelsea a annoncé le 1er juillet 2014 qu'ils avaient accepté de payer la clause de rachat de 32 millions de £ dans le contrat de Costa. Le 15 juillet, Chelsea a confirmé la signature de Costa, qui a signé un contrat de cinq ans sur un salaire de £ 150,000 par semaine. Costa déclaire alors : "je suis très heureux de signer pour Chelsea tout le monde sait que c'est un grand club dans une ligue très compétitive et je suis très heureux de commencer en Angleterre avec un entraîneur et des coéquipiers fantastique. Après avoir joué contre Chelsea la saison dernière, je sais la haute qualité de l'équipe, à laquelle je me joints ". À la suite du départ de l'ancien attaquant de Chelsea Demba Ba, Costa hérite de son numéro 19, le même nombre qu'il portait à la Coupe du Monde 2014 pour l'Espagne et préalablement à l'Atlético.

#### Saison 2014-2015
Costa réalise une pré-saison des plus prometteuse, enchaînant but sur but. Son premier match de compétition se déroule le 18 août où il marque le but de l'égalisation dans une victoire 3-1 contre Burnley. Le mois d'août est productif pour Costa qui est nommé « Joueur du mois ». Il a réalisé son premier coup du chapeau en Premier League dans son quatrième match de la saison contre Swansea City qui permet à Chelsea de poursuivre son début de saison parfait avec une victoire 4-2. Avec sept buts en quatre matchs, Costa détient le record de buts dépassant Sergio Agüero et Micky Quinn (6 buts chacun). En dépit de sa forme de début de la saison, Costa avait souffert d'un problème aux ischio-jambiers récurrent qui a limité sa participation ; José Mourinho annonce qu'il ne sera pas guérit avant mi-novembre.

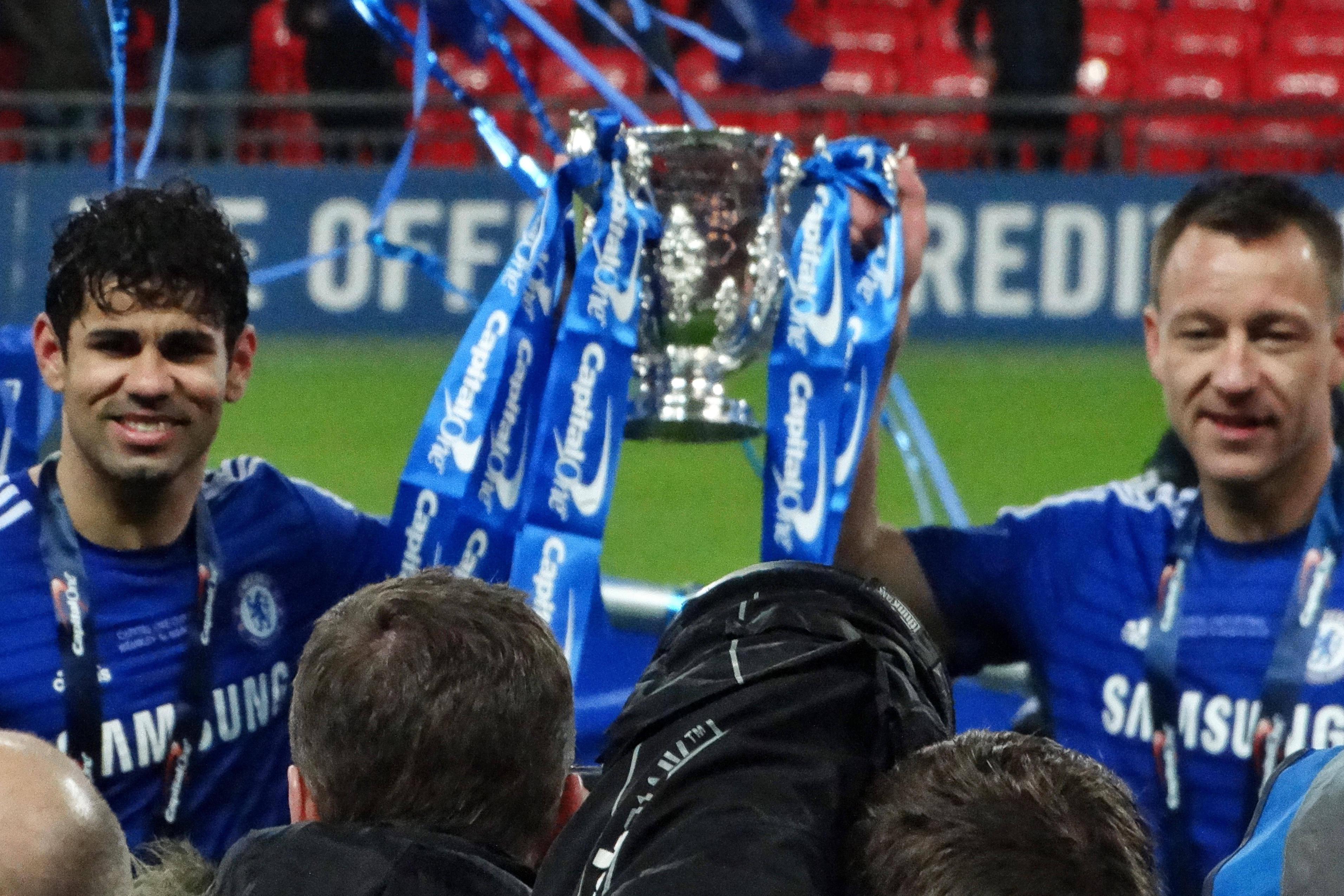
Diego Costa et John Terry, après la victoire de Chelsea (2-0) en finale de Coupe Capital One contre Tottenham.

Costa a marqué son dixième but de la saison de la ligue pour donner Chelsea une victoire 2-1 à l'extérieur à Liverpool le 8 novembre, préservant son invincibilité. Le 17 janvier 2015, il a marqué deux fois dans la première moitié de Chelsea a gagné 5-0 à Swansea. Plus tard ce mois, Costa a été accusé par la FA par rapport à un timbre sur Emre Can lors de la victoire de Chelsea sur Liverpool en demi-finale de Coupe de la Ligue, et a reçu une suspension de trois matches. Costa a remporté son premier trophée pour Chelsea le 1er mars, comme ils ont battu Tottenham Hotspur 2-0 pour remporter la finale Coupe de la Ligue au stade de Wembley. Dans la 56e minute, son tir fut dévié par Kyle Walker pour le deuxième but du match. Au départ, l'objectif a été donné comme un objectif propre Walker, mais Costa a ensuite été accordé le but.
Le 26 avril, Costa a été choisi de l'un des deux attaquants pour PFA Équipe de l'année de la saison, aux côtés de Harry Kane de Tottenham. Cinq de Chelsea coéquipiers de Costa étaient également dans la sélection. En raison de blessures, il devait rater le reste de la saison, où Chelsea a remporté le titre de la ligue avec une victoire 1-0 à domicile sur Crystal Palace, le 3 mai. Cependant, il a aussi dans leur dernier match de la saison le 24, en remplacement de Didier Drogba blessé après une demi-heure contre Sunderland. Sept minutes plus tard, il a marqué son 20e but de la campagne de la ligue, une pénalité d'égalisation dans une éventuelle victoire de 3-1 à domicile.
Avec des rapports spéculent que Costa voulait quitter Chelsea, Costa a affirmé le 2 juin ici à 2015 après la post-saison de la tournée de Chelsea qu'il n'a pas envie de quitter Londres, en disant : «Il est toujours un peu plus difficile dans la première saison d'adaptation, mais je ne vois aucune raison de quitter cet endroit, je l'aime, les fans m'aiment, et je veux rester. Il est vraiment bon de venir dans la première saison [à Chelsea] et de gagner deux choses [la premier League et les titres Coupe de la Ligue]. L'année prochaine, je serai prêt à revenir et, je l'espère, gagner deux ou trois autres trophées.

#### Saison 2015-2016
En raison d'une blessure, Costa manque le Community Shield, où Chelsea perd 1-0 contre Arsenal. Fin août, il marque son premier but de la saison face à West Bromwich, contribuant par la même occasion d'offrir la première victoire des Blues de la saison,.

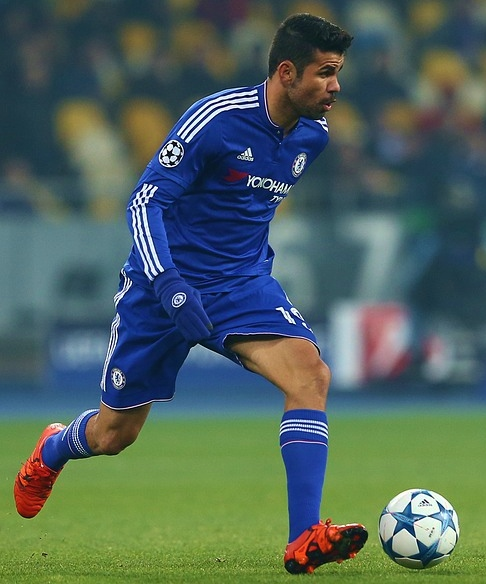
Diego Costa, lors d'un match de poule de Ligue des champions contre le Dynamo Kiev en octobre 2015.

Costa se fait remarquer de la mauvaise manière en septembre, lors d'une victoire à domicile contre Arsenal. Il gifle à plusieurs reprises Koscielny, puis fait face à Gabriel, qui aurait tenté de le frapper, ce qui a conduit à l'expulsion du Gunners. Sa conduite est jugée « dégoûtante » par Arsène Wenger et son coéquipier Kurt Zouma réagit en disant que « Diego est un joueur qui met la pression sur son adversaire ». Il est alors accusé de conduite violente par la Football Association (FA), et se retrouve suspendu pour trois matches. À la suite de cet incident, le Daily Express estime que Costa devait être « nommé en tant que joueur le plus sale de [la] Premier League. »  L'Espagnol, à l'image de son équipe, ne brille pas sur le terrain et le club chute dangereusement au bas du classement, contrastant avec l'année passée. Costa subit les critiques des supporteurs pour avoir, par sa méforme, entraîné la destitution de leur entraîneur Mourinho en décembre 2015. Cependant, le départ du technicien portugais sonne le début du réveil du club, sous la houlette de Guus Hiddink. Il marque ainsi deux doublés de suite et semble retrouver sa forme de la saison passée.
En mars 2016, Costa reçoit son premier carton rouge en Angleterre contre Everton en quart de finale de la FA Cup pour avoir, semble-t-il, mordu Gareth Barry. Les deux joueurs ont par la suite niés que la morsure ait eu lieu,. Cela vaut à Costa une suspension pour trois matchs et une amende de 20,000£. En fin de championnat, Chelsea fait match nul 2-2 contre Tottenham, privant ainsi ces derniers du titre de champion. Après le match, un affrontement de masse a lieu, au cours duquel Costa est frappé au niveau des yeux par Mousa Dembélé.

#### Saison 2016-2017
Le 15 et le 20 août, lors de la première et deuxième journée de championnat, il a inscrit ses 2 premiers buts en fin de match respectivement contre West Ham et Watford ce qui a permis à Chelsea de remporter les 2 matchs sur le score de (2-1) Il marque 20 buts en 35 rencontre jouées. Il est champion d’Angleterre en 2017.

### Retour à l'Atlético de Madrid (2018-2020)
Le 27 septembre, Diego Costa est transféré à l'Atlético Madrid pour un montant de 55 millions d'euros, et sera autorisé à jouer avec les Colchoneros à partir de janvier 2018, à la suite de la sanction de l'UEFA, soit la prochaine période du mercato. Le 31 décembre, veille du mercato d'hiver, après sa présentation à l'Estadio Metropolitano, il signe 4 ans chez les Colchoneros.
Le 3 janvier 2018, pour son premier match depuis son retour à l'Atlético, Diego Costa marque seulement 5 minutes après être entré sur le terrain (en remplacement d'Ángel Correa), lors d'une rencontre de huitièmes de finale de Coupe du Roi à l'extérieur contre Lleida Esportiu (victoire 0-4).
Le 6 janvier 2018, lors d'un match de Liga à domicile contre Getafe (victoire 2-0), Diego Costa se prend un 2e carton jaune synonyme d'exclusion à la 68e minute pour avoir célébré sa réalisation en allant voir les supporters de son équipe dans les tribunes.
Le 15 août 2018, Diego Costa atomise le Real Madrid en Supercoupe de l'UEFA : auteur du but le plus rapide de l'histoire de la compétition après seulement 49 secondes de jeu, il enchaîne sur un doublé avec un but égalisateur à la 79e minute (2-2) qui maintient l'Atlético à flots, ce qui permettra à Ñíguez puis à Koke d'arracher la victoire 4 buts à 2 en prolongation. Pour ses deux buts et son implication dans les deux autres, Diego Costa est désigné homme du match de cette Supercoupe de l'UEFA 2018, au cours de laquelle il aura étrillé la défense adverse.
Le 24 novembre 2018, il met fin à une disette de plus de 1430 minutes sans marquer en Liga, en ouvrant le score face au FC Barcelone (alors premier du classement) d'une tête au second poteau sur un corner tiré par Antoine Griezmann, confirmant ainsi sa réputation d'homme des grands matchs. 
Le 6 avril 2019, lors de la défaite de l'Atlético de Madrid face au FC Barcelone, Diego Costa a été exclu pour avoir invectivé l'arbitre. Le 11 avril, la sanction tombe et le brésilien écope alors de huit matches de suspension.
Il refuse alors de reprendre l'entrainement car vexé de la sanction tombée, et sa place au sein de l'équipe d'Espagne pour l'Euro 2020 est de moins en moins certaine. Il est également soupçonné d'avoir détourné 1.1 million d'euros.
Le 29 décembre 2020, il rompt son contrat avec l'Atlético de Madrid, le bail actuel expirant en juin 2021. Peu utilisé par Diego Simeone, l'ancien de Chelsea a reçu le feu vert de son club. L'Atlético a ainsi accepté de faire baisser cette clause pénale qui forçait le joueur à débourser 25 millions d'euros aux Rojiblancos s'il s'engageait avec un rival espagnol ou une autre équipe participant à la Ligue des Champions. Un accord a ainsi été trouvé autour de 15 millions d'euros. Au total, il aura disputé 215 matches avec les Colchoneros, inscrivant 83 buts et délivrant 36 passes décisives.

### Nouveau départ au Brésil, aparté en Angleterre (depuis 2021)
Diego Costa a enfin trouvé un point de chute. Libre de tout contrat après avoir quitté l'Atlético Madrid l'hiver dernier, l'attaquant hispano-brésilien s'est engagé avec le club de l'Atlético Mineiro.
Le 17 janvier 2022, il résilie son contrat avec l'Atlético Mineiro, qui courait jusqu'en décembre 2022.
Après un passage par Wolverhampton Wanderers en 2022-2023, Diego Costa retourne au Brésil et intègre le Botafogo FR où il reste quatre mois. Sans contrat à partir du 1er janvier 2024, il rejoint à partir de février le Grêmio Porto Alegre.

### En équipe nationale

#### Matchs amicaux avec le Brésil
Diego Costa débute avec le Brésil le 21 mars 2013 lors d'un match amical contre l'Italie à Genève. Il joue un second match amical le 25 mars contre la Russie mais le sélectionneur Luiz Felipe Scolari ne le convoque pas pour la Coupe des confédérations 2013, que le Brésil remporte.  

#### Choix de l'Espagne comme sélection nationale
Le 5 juillet 2013, Diego Costa obtient la nationalité espagnole, ce qui donne l'idée au sélectionneur espagnol Vicente del Bosque de le faire jouer avec l'Espagne en vue de la Coupe du monde 2014.
Le 29 octobre 2013, Diego Costa signe devant un notaire son renoncement à jouer avec le Brésil et choisit de jouer avec l'équipe d'Espagne ce qui donne lieu à une polémique au Brésil.
Le 7 novembre 2013, Diego Costa est convoqué pour jouer les deux matchs amicaux de l'Espagne face à la Guinée équatoriale et l'Afrique du Sud les 16 et 19 novembre, mais une blessure l'empêche de jouer. Le 28 février 2014, il est de nouveau convoqué, cette fois pour le match amical du 5 mars contre l'Italie qu'il dispute comme titulaire (victoire 1 à 0).

#### Coupe du monde 2014
Diego Costa a fait partie des 23 joueurs retenus par Vicente del Bosque pour la Coupe du monde 2014 qui se déroule au Brésil, son pays natal. S'il joue les deux premiers matchs de poule, il ne peut empêcher l'Espagne de sombrer face aux Pays-Bas, ainsi que de perdre face au Chili. Fernando Torres lui est préféré en pointe pour le dernier match face à l'Australie.
Il ne fait pas partie de la liste des joueurs espagnols sélectionnés pour disputer l'Euro 2016.

#### Coupe du monde 2018
Lors de la Coupe du monde 2018, Diego Costa ne refait pas la piètre prestation de 2014. Il marque un doublé contre le Portugal lors d'un match qui finit sur le score de 3-3. Lors du second match contre l'Iran, il marque à nouveau et permet à son équipe de s'imposer 1-0. Le dernier match contre le Maroc se termine sur le score de 2-2. L'Espagne termine première de son groupe et se fait éliminer en huitièmes de finale par la Russie aux tirs au but.

## Statistiques

### Générales
Ce tableau résume les statistiques de Diego Costa, :
| Saison                | Club                     | Championnat           | Championnat | Championnat | Championnat | Coupe nationale | Coupe nationale | Coupe nationale | Coupe de la Ligue | Coupe de la Ligue | Coupe de la Ligue | Supercoupe | Supercoupe | Supercoupe | Compétition(s) continentale(s) | Compétition(s) continentale(s) | Compétition(s) continentale(s) | Compétition(s) continentale(s) | Espagne | Espagne | Espagne | Total | Total | Total |
| Saison                | Club                     | Division              | M.          | B.          | P.d.        | M.              | B.              | P.d.            | M.                | B.                | P.d.              | M.         | B.         | P.d.       | Comp.                          | M.                             | B.                             | P.d.                           | M.      | B.      | P.d.    | M.    | B.    | P.d.  |
| 2006-2007             | FC Penafiel (prêt)       | Segunda D.            | 13          | 5           | -           | -               | -               | -               | -                 | -                 | -                 | -          | -          | -          | -                              | -                              | -                              | -                              | -       | -       | -       | 13    | 5     | 0     |
| 2006-2007             | Sporting Braga (prêt)    | Liga Sagres           | 7           | 0           | 1           | 1               | 0               | 0               | -                 | -                 | -                 | -          | -          | -          | C3                             | 2                              | 1                              | 0                              | -       | -       | -       | 10    | 1     | 1     |
| 2007-2008             | Celta Vigo (prêt)        | Liga Adelante         | 30          | 6           | 3           | 1               | 0               | 0               | -                 | -                 | -                 | -          | -          | -          | -                              | -                              | -                              | -                              | -       | -       | -       | 31    | 6     | 3     |
| 2008-2009             | Albacete Balompié (prêt) | Liga Adelante         | 35          | 10          | 4           | 1               | 0               | 0               | -                 | -                 | -                 | -          | -          | -          | -                              | -                              | -                              | -                              | -       | -       | -       | 36    | 10    | 4     |
| 2009-2010             | Real Valladolid          | Liga                  | 34          | 8           | 4           | 2               | 1               | 0               | -                 | -                 | -                 | -          | -          | -          | -                              | -                              | -                              | -                              | -       | -       | -       | 36    | 9     | 4     |
| 2010-2011             | Atlético de Madrid       | Liga                  | 28          | 6           | 4           | 5               | 1               | 1               | -                 | -                 | -                 | -          | -          | -          | C3                             | 6                              | 1                              | 0                              | -       | -       | -       | 39    | 8     | 5     |
| 2012-2013             | Atlético de Madrid       | Liga                  | 31          | 10          | 11          | 8               | 8               | 1               | -                 | -                 | -                 | -          | -          | -          | C3                             | 5                              | 2                              | 1                              | -       | -       | -       | 44    | 20    | 13    |
| 2013-2014             | Atlético de Madrid       | Liga                  | 35          | 27          | 3           | 5               | 1               | 0               | -                 | -                 | -                 | 2          | 0          | 0          | C1                             | 9                              | 8                              | 1                              | 4       | 0       | 0       | 55    | 36    | 4     |
| Sous-total            | Sous-total               | Sous-total            | 94          | 43          | 18          | 18              | 10              | 2               | -                 | -                 | -                 | 2          | 0          | 0          | -                              | 20                             | 11                             | 2                              | 4       | 0       | 0       | 138   | 64    | 22    |
| 2011-2012             | Rayo Vallecano (prêt)    | Liga                  | 16          | 10          | 4           | -               | -               | -               | -                 | -                 | -                 | -          | -          | -          | -                              | -                              | -                              | -                              | -       | -       | -       | 16    | 10    | 4     |
| 2014-2015             | Chelsea FC               | PL                    | 26          | 20          | 3           | 1               | 0               | 0               | 3                 | 1                 | 0                 | -          | -          | -          | C1                             | 7                              | 0                              | 1                              | 3       | 1       | 0       | 40    | 22    | 4     |
| 2015-2016             | Chelsea FC               | PL                    | 28          | 12          | 6           | 4               | 2               | 1               | 1                 | 0                 | 0                 | -          | -          | -          | C1                             | 8                              | 2                              | 1                              | 3       | 0       | 0       | 44    | 16    | 8     |
| 2016-2017             | Chelsea FC               | PL                    | 35          | 20          | 7           | 5               | 2               | 0               | 2                 | 0                 | 0                 | -          | -          | -          | -                              | -                              | -                              | -                              | 6       | 5       | 1       | 48    | 27    | 8     |
| Sous-total            | Sous-total               | Sous-total            | 89          | 52          | 16          | 10              | 4               | 1               | 6                 | 1                 | 0                 | -          | -          | -          | -                              | 15                             | 2                              | 2                              | 12      | 6       | 1       | 132   | 65    | 20    |
| 2017-2018             | Atlético de Madrid       | Liga                  | 15          | 3           | 4           | 3               | 2               | 1               | -                 | -                 | -                 | -          | -          | -          | C3                             | 5                              | 2                              | 1                              | 8       | 4       | 1       | 31    | 11    | 7     |
| 2018-2019             | Atlético de Madrid       | Liga                  | 16          | 2           | 2           | 0               | 0               | 0               | -                 | -                 | -                 | 1          | 2          | 0          | C1                             | 4                              | 1                              | 1                              | -       | -       | -       | 21    | 5     | 3     |
| 2019-2020             | Atlético de Madrid       | Liga                  | 23          | 5           | 4           | 0               | 0               | 0               | -                 | -                 | -                 | -          | -          | -          | C1                             | 7                              | 0                              | 1                              | -       | -       | -       | 30    | 5     | 5     |
| 2020-2021             | Atlético de Madrid       | Liga                  | 7           | 2           | 0           | -               | -               | -               | -                 | -                 | -                 | -          | -          | -          | C1                             | -                              | -                              | -                              | -       | -       | -       | 7     | 2     | 0     |
| Sous-total            | Sous-total               | Sous-total            | 61          | 12          | 10          | 3               | 2               | 1               | -                 | -                 | -                 | 1          | 2          | 0          | -                              | 16                             | 3                              | 3                              | 8       | 4       | 1       | 89    | 23    | 15    |
| 2021                  | Atlético Mineiro         | Brasileirão           | 15          | 4           | 1           | 3               | 1               | 0               | -                 | -                 | -                 | -          | -          | -          | CL                             | 1                              | 0                              | 0                              | -       | -       | -       | 19    | 5     | 1     |
| 2022-2023             | Wolverhampton Wanderers  | PL                    | 23          | 1           | 0           | 1               | 0               | 0               | 1                 | 0                 | 0                 | -          | -          | -          | -                              | -                              | -                              | -                              | -       | -       | -       | 25    | 1     | 0     |
| Total sur la carrière | Total sur la carrière    | Total sur la carrière | 416         | 151         | 61          | 40              | 18              | 4               | 7                 | 1                 | 0                 | 3          | 2          | 0          | -                              | 54                             | 17                             | 7                              | 24      | 10      | 2       | 544   | 199   | 74    |

### Buts internationaux
| 0  | Sélection | Date             | Lieu                                       | Adversaire        | Score | Résultat | Compétition                       |
| -- | --------- | ---------------- | ------------------------------------------ | ----------------- | ----- | -------- | --------------------------------- |
| 1  | 7         | 12 octobre 2014  | Stade Josy Barthel, Luxembourg, Luxembourg | Luxembourg        | 0-3   | 0-4      | Éliminatoires Euro 2016           |
| 2  | 12        | 5 septembre 2016 | Stade Reino de León, León, Espagne         | Liechtenstein     | 1-0   | 8-0      | Éliminatoires Coupe du monde 2018 |
| 3  | 12        | 5 septembre 2016 | Stade Reino de León, León, Espagne         | Liechtenstein     | 5-0   | 8-0      | Éliminatoires Coupe du monde 2018 |
| 4  | 14        | 9 octobre 2016   | Stade Loro-Boriçi, Shkodër, Albanie        | Albanie           | 0-1   | 0-2      | Éliminatoires Coupe du monde 2018 |
| 5  | 15        | 24 mars 2017     | Stade El Molinón, Gijón, Espagne           | Israël            | 3-0   | 4-1      | Éliminatoires Coupe du monde 2018 |
| 6  | 16        | 11 juin 2017     | Philip II Arena, Skopje, Macédoine         | Macédoine du Nord | 0-2   | 1-2      | Éliminatoires Coupe du monde 2018 |
| 7  | 18        | 27 mars 2018     | Stade Wanda Metropolitano, Madrid, Espagne | Argentine         | 1-0   | 6-1      | Match amical                      |
| 8  | 21        | 15 juin 2018     | Stade olympique Ficht, Sotchi, Russie      | Portugal          | 1-1   | 3-3      | Coupe du monde 2018               |
| 9  | 21        | 15 juin 2018     | Stade olympique Ficht, Sotchi, Russie      | Portugal          | 2-2   | 3-3      | Coupe du monde 2018               |
| 10 | 22        | 20 juin 2018     | Kazan Arena, Kazan, Russie                 | Iran              | 1-0   | 1-0      | Coupe du monde 2018               |

## Palmarès

### En club
| Atlético de Madrid - Liga Santander - Champion : 2014 et 2021 - Coupe du Roi - Vainqueur : 2013 - Ligue des champions - Finaliste : 2014 - Ligue Europa - Vainqueur : 2018 - Supercoupe de l'UEFA - Vainqueur : 2010, 2012 et 2018 |  | Chelsea FC - Premier League - Champion : 2015 et 2017 - Coupe de la Ligue anglaise - Vainqueur : 2015 - FA Cup - Finaliste : 2017 |  | Atletico Mineiro - Brasileirão : - Vainqueur en 2021 - Coupe du Brésil : - Vainqueur en 2021 |  | Grêmio - Campeonato Gaúcho - Vainqueur en 2024 |

## Distinctions personnelles et records
- Membre de l'équipe type du championnat d'Espagne en 2014
- Membre de l'équipe type de Premier League en 2015
- Membre de l'équipe type de la Ligue des champions de l'UEFA en 2014
- Trophée Zarra du meilleur buteur espagnol du championnat d'Espagne en 2014 (27 buts)
- Meilleur buteur de la Coupe d'Espagne en 2013 (8 buts)
- Joueur du mois de Premier League : Août 2014
- Joueur du mois du championnat d'Espagne : Septembre 2013
- Nommé pour le Ballon d'or en  2014 : 11ème